# Pomeranka

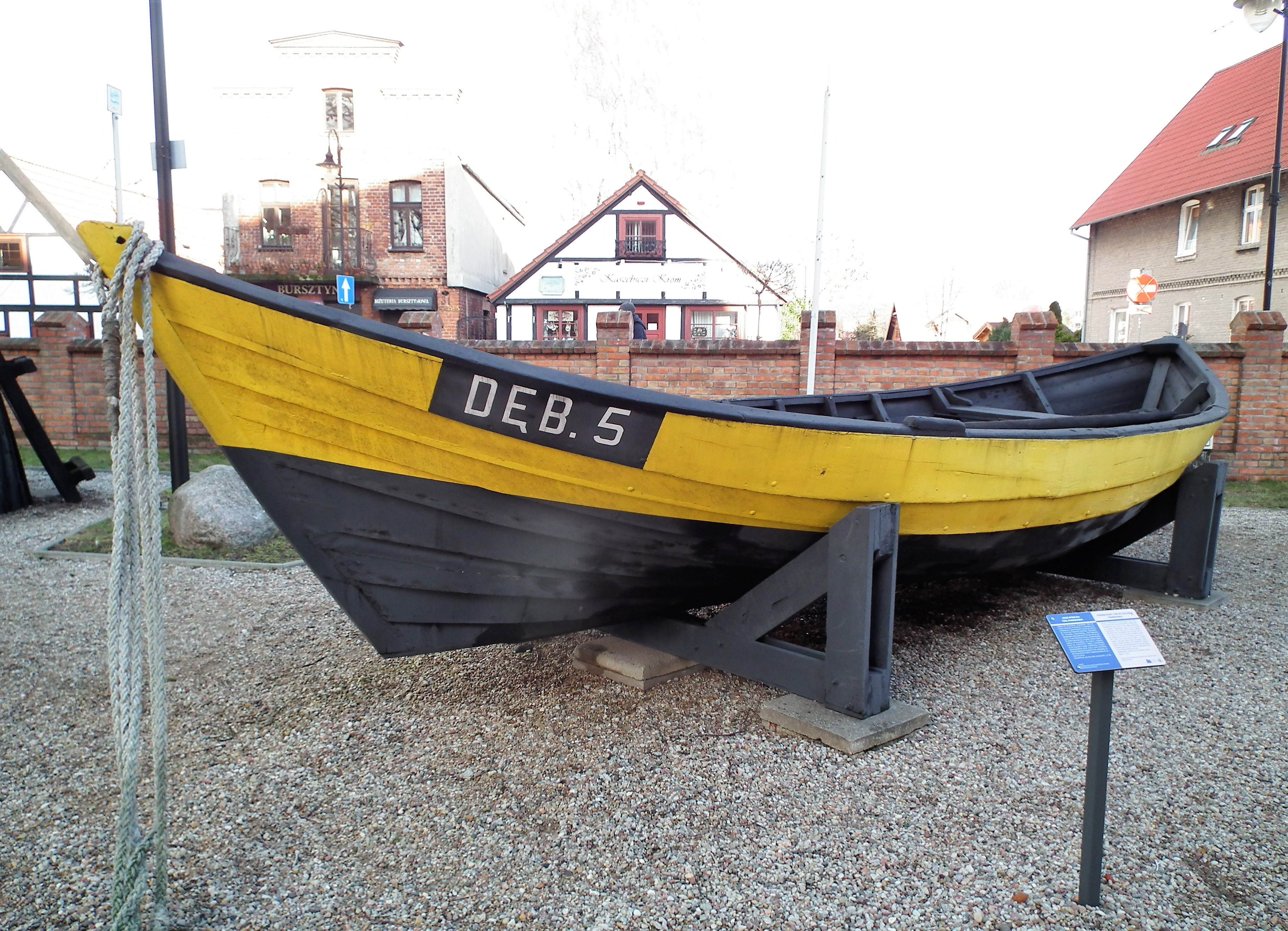
Pomeranka Dęb.5 Jana Augustyna Czappa w Muzeum Rybołówstwa w Helu - ostatnia oryginalna łódź swojego typu

Pomeranka (kasz. pómarenk, pómorenk) – typ dużej i ciężkiej, żaglowej, płaskodennej łodzi rybackiej wywodzący się z Pomorza Zachodniego (początek XIX wieku), w latach 80. XIX wieku spopularyzowany także na Pomorzu Gdańskim.
Pomeranki budowano techniką zakładkową, usztywniano dennikami oraz wręgami, które się ze sobą nie stykały (relikt dawnej słowiańskiej techniki szkutniczej). Łodzie stosunkowo łatwo było wyciągać na piaszczyste brzegi dzięki zastosowaniu płaskiej stępki (były to największe łodzie rybackie Pomorza, które można było wyciągnąć na brzeg siłą ludzkich mięśni). Pomeranki stosowano głównie podczas połowu fląder, szprotów oraz łososi. Pomeranki umożliwiały 6-8-osobowej załodze wypływanie na dość odległe, nawet o 20 mil od brzegu, łowiska bezpośrednio z bałtyckich plaż. Na Kaszubach budowano je m.in. w Karwi, Jastarni i Pucku.
Typowa pomeranka miała od 8,5 do 9 metrów długości, a jej szerokość wynosiła około 2,4-2,6 metra (wykonywane były pierwotnie tylko z drewna dębowego). Uszczelniane były smołą. Można było ją napędzać wiosłami, ale podstawowy napęd stanowiły żagle. Ożaglowanie było gaflowe. Składało się z grotżagla, foka, kliwra i topsla. Celem zmniejszenia dryfu stosowano miecz. 
Obecnie pomeranki (repliki) budowane są w celach turystycznych i rekreacyjnych. 